# Miramar
|  | Per a altres significats, vegeu «Miramar (desambiguació)». |

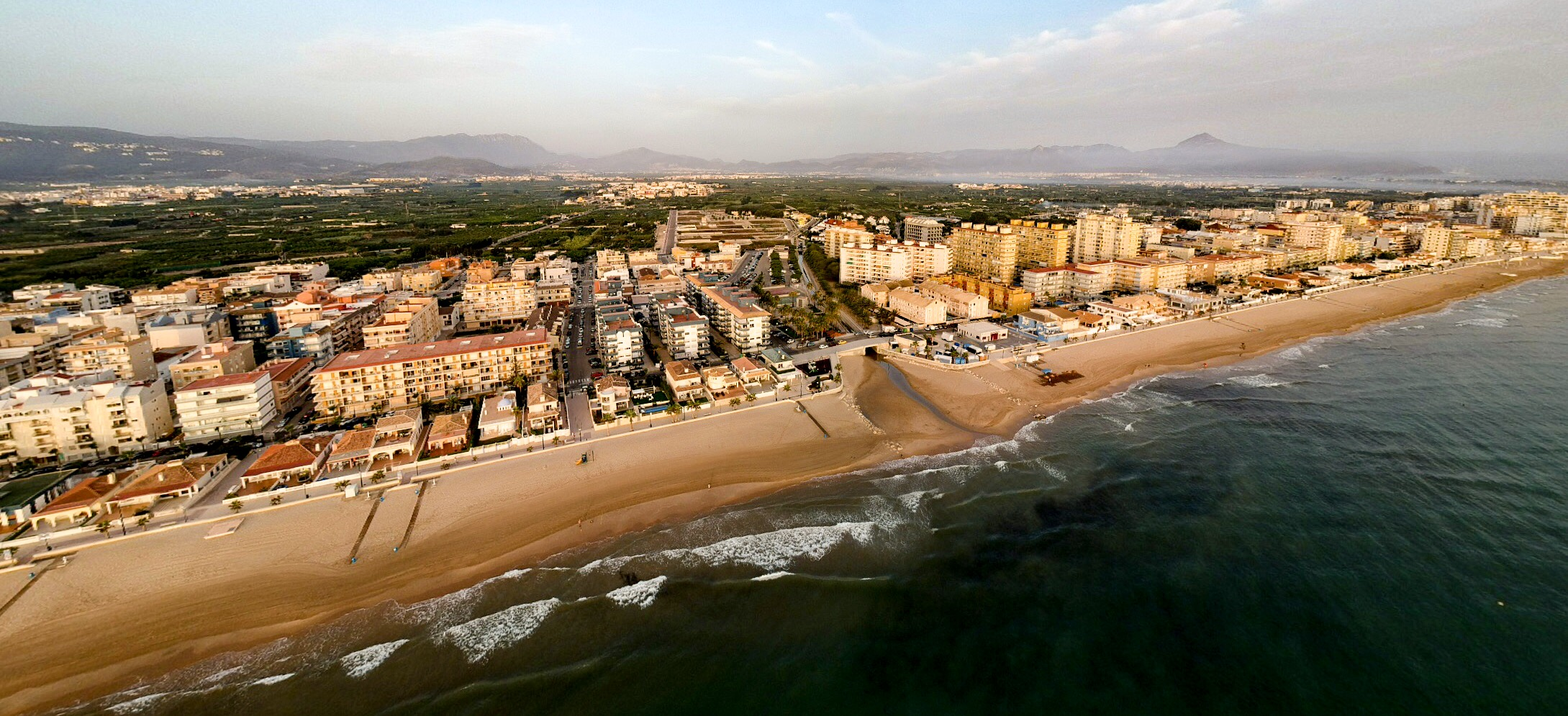
Platja de Miramar

Miramar és un municipi del País Valencià a la comarca de la Safor.

## Història
Fou un llogaret musulmà pertanyent a la jurisdicció del castell de Bairén. Després de la conquesta fou donat a Sanxo Ximenis. En 1535 va passar a pertànyer al ducat de Gandia i eixe mateix any va obtindre independència eclesiàstica. En el segle xvii va ser adquirit per la família Borja.

## Demografia i economia
Durant el passat segle, l'emigració cap a Gandia, València i França delmà de manera important la població però des de finals de segle, a redós del turisme, va tornar a augmentar. En 2004 es comptabilitzaven 1.675 milamarins.
Tradicionalment, Miramar s'ha dedicat al conreu de la canya de sucre i al seu treball en el trapig; però a hores d'ara l'activitat principal se centra en el sector terciari. L'agricultura suposa el 34,8% de l'activitat econòmica i la indústria l'11,8%.

## Geografia
Els 2,6 km² de terme municipal s'assenten al bell pla de la Safor amb un paisatge dominat pel taronger i una urbanitzada platja de més d'un kilòmetre de llargària.

## Edificis d'interès
El nucli primitiu de traçat irregular ocupa les places de l'Església, del Trapig i Raconet i els carrers Major i Abadia i l'únic monument ressenyable és l'església de sant Andreu, apòstol, bastida en el segle xviii, en estil barroc, sobre la primitiva de 1535.

## Gastronomia
A banda dels arrossos en qualsevol de les seues presentacions i el peix el plat típic de Miramar és la "bossa de polp", elaborat amb polp, arròs, creïlla i penca.

## Política i Govern

### Composició de la Corporació Municipal
El Ple de l'Ajuntament està format per 11 regidors. En les eleccions municipals de 26 de maig de 2019 foren elegits 8 regidors del Partit Socialista del País Valencià (PSPV-PSOE), 2 de Compromís per Miramar (Compromís) i 1 del Partit Popular (PP).
| Eleccions municipals de 26 de maig de 2019 - Miramar                                                                          |                                          |                                     |                                     |        |          |          |
| Candidatura | Candidatura                              | Candidatura                         | Cap de llista                       | Vots   | Vots     | Regidors |
| | Partit Socialista del País Valencià-PSOE |                                     | Pilar Peiró Miñana                  | 898    | 59,99%   | 8 ()     |
| | Compromís per Miramar                    |                                     | Blai Llopis Escrivà                 | 314    | 20,98%   | 2 (+1)   |
| | Partit Popular                           |                                     | Isaac Plaja Núñez                   | 171    | 11,42%   | 1 (-1)   |
| | Altres candidatures                      |                                     |                                     | 105    | 7,01%    | 0        |
| | Vots en blanc                            |                                     |                                     | 9      | 0,60%    |          |
| Total vots vàlids i regidors                                                                                                  | Total vots vàlids i regidors             | Total vots vàlids i regidors        | Total vots vàlids i regidors        | 1.497  | 100 %    | 11       |
| | Vots nuls                                | Vots nuls                           | Vots nuls                           | 15     | 0,99%    |          |
| Participació (vots vàlids més nuls)                                                                                           | Participació (vots vàlids més nuls)      | Participació (vots vàlids més nuls) | Participació (vots vàlids més nuls) | 1.512  | 73,97%** |          |
| Abstenció | Abstenció                                | Abstenció                           | Abstenció                           | 532*   | 26,03%** |          |
| Total cens electoral | Total cens electoral                     | Total cens electoral                | Total cens electoral                | 2.044* | 100 %**  |          |
| Alcaldessa: Pilar Peiró Miñana (PSPV) (15/06/2019) Per majoria absoluta dels vots dels regidors (8 de PSPV)                   |                                          |                                     |                                     |        |          |          |
| Fonts: JEC, JEZ Gandia, M. Interior, Periòdic Ara. (* No són vots sinó electors. ** Percentatge respecte del cens electoral.) |                                          |                                     |                                     |        |          |          |

### Alcaldes
Des de 2019 l'alcaldessa de Miramar és Pilar Peiró Miñana (PSPV).
| Període                       | Alcalde o alcaldessa    | Partit polític | Data de possessió | Observacions |
| ----------------------------- | ----------------------- | -------------- | ----------------- | ------------ |
| 1979–1983                     | Vicente Falquet Caudeli | PSPV-PSOE      | 19/04/1979        | --           |
| 1983–1987                     | Vicente Falquet Caudeli | PSPV-PSOE      | 28/05/1983        | --           |
| 1987–1991                     | Vicente Falquet Caudeli | PSPV-PSOE      | 30/06/1987        | --           |
| 1991–1995                     | Asensio Llorca Bertó    | PSPV-PSOE      | 15/06/1991        | --           |
| 1995–1999                     | Asensio Llorca Bertó    | PSPV-PSOE      | 17/06/1995        | --           |
| 1999–2003                     | Asensio Llorca Bertó    | PSPV-PSOE      | 03/07/1999        | --           |
| 2003–2007                     | Asensio Llorca Bertó    | PSPV-PSOE      | 14/06/2003        | --           |
| 2007–2011                     | Asensio Llorca Bertó    | PSPV-PSOE      | 16/06/2007        | --           |
| 2011–2015                     | Asensio Llorca Bertó    | PSPV-PSOE      | 11/06/2011        | --           |
| 2015–2019                     | Asensio Llorca Bertó    | PSPV-PSOE      | 13/06/2015        | --           |
| 2019-2023                     | Pilar Peiró Miñana      | PSPV-PSOE      | 15/06/2019        | --           |
| Des de 2023                   | n/d                     | n/d            | 17/06/2023        | --           |
| Fonts: Generalitat Valenciana |                         |                |                   |              |